# Agonopterix banatica
Agonopterix banatica este o specie de molie din familia Depressariidae. Este endemică României, numele său fiind o referință la regiunea Banat.